# الأبله (مسلسل)
الأبله ((بالروسية: Идиот)‏) . هو مسلسل دراما تلفزيوني من إنتاج تلفزيون روسيا عام 2003. مبني على رواية الأبله لدوستويفسكي.
سكريبت المسلسل قريب جداً للنص الأصلي الذي كتبه دوستويفسكي، ويضم العمل عدد من الممثلين الروس المعروفين. حسب ما جاء في المحتوى الإضافي للقرص المضغوط الخاص بالعمل، وبهدف زيادة موثوقية العمل، تم بذل جهد كبير لتحقيق الجو الذي كان سائداً في ذاك الوقت، عن طريق أساليب خاصة في الكلام واختيار دقيق للأزياء.
تم بناء المسلسل على نسخة من الرواية منشورة قبل عام 1920 والتي تختلف عن النسخة المنتشرة حالياً والتي كانت تكتب بالشكل التالي "идіотъ" بدلاً من الشكل الموجود على النسخ الجديدة "идиот" ويمكن رؤية العنوان مكتوب بالشكل الأول "ИДІОТЪ" في بداية كل جزء على غلاف الإصدار الخاص بالقرص المضعوط.
المسلسل يتألف من 10 أجزاء مدة كل جزء حوالي 50 دقيقة.

## القائمون على العمل والممثلون
| فلاديمير بورتكو (Владимир Бортко)      | مخرج               |
| فاليري تودورفسكي (Валерий Тодоровский) | منتج               |
| Igor Kornelyuk (Игорь Корнелюк)        | الموسيقى           |
| الممثلون                               |                    |
| إيفجني ميرونوف (Евгений Миронов)       | الأمير ليون ميشكن  |
| ليديل فيليزيفا (Лидия Вележева)        | ناستاسيا فيليبوفنا |
| فلاديمير ماشكوف (Владимир Машков)      | بارفيون روجوين     |
| أوليغ باسيلاشفيل (Олег Басилашвили)    | الجنرال ايبانتشين  |
| فلاديمير إيلين (Владимир Ильин)        | ليبديف             |

## معلومات أخرى
في عدد من المناسبات في المسلسل يمكن أن نلاحظ ظهور العلم الروسي الحالي ذي الألوان الثلاثة أبيض-أزرق-أحمر، وهذا الأمر خطأ إخراجي. دوستويفسكي توفي عام 1881 وتم نشر الرواية قبل ذلك (كتبت الرواية عام 1869) وهذا العلم كان مستخدماً عندها في الإمبراطورية الروسية وتم الموافقة على استخدامه عام 1883 (كان قبل ذلك يستخدم في البحر) وأصبح علماً رسمياً للإمبراطورية عام 1869. وبالتالي، العلم ذي الألوان أسود-ذهبي-فضي هو العلم الذي كان يجب استخدامه في المسلسل.

## روابط خارجية
- الأبله على موقع IMDb (الإنجليزية)
- الأبله على موقع نتفليكس (الإنجليزية)
- الأبله على موقع ليتربوكسد (الإنجليزية)
- الأبله على موقع كينوبويسك (الروسية)
- الأبله على موقع قاعدة بيانات الفيلم (الإنجليزية)